# Havok (moteur de jeu)
 (février 2010).
Si vous disposez d'ouvrages ou d'articles de référence ou si vous connaissez des sites web de qualité traitant du thème abordé ici, merci de compléter l'article en donnant les références utiles à sa vérifiabilité et en les liant à la section « Notes et références ».
Le Havok Game Dynamics SDK, plus connu sous le nom de Havok, est un moteur de jeu physique (simulation dynamique) créé pour les jeux vidéo en créant des interactions entre les objets ou les autres personnages en temps réel. En utilisant la détection de collision, Havok permet des environnements plus réalistes, qui augmentent l’effet « naturel » des déplacements, chutes, collisions entre les objets…
Havok est aussi le nom de l’entreprise qui a développé ce moteur. Elle a été fondée en 1998 par Hugh Reynolds et Steven Collins au sein du département d’informatique du Trinity College à Dublin. La recherche et le développement se fait hors de Dublin, avec un bureau à San Francisco. Ce studio a été racheté par Microsoft le 2 octobre 2015, pour une somme inconnue à l'heure actuelle.

## Utilisation
Havok est disponible pour les Microsoft Xbox, Xbox 360 et Xbox One, les Nintendo GameCube, Wii et Wii U, les Sony PlayStation 2, 3 et 4, les web plugins comme virtools et shockwave, et Windows. La version 1.0 a été dévoilée à la Game Developers Conference (GDC) en 2000. La version 2.0 fut lancée à la GDC en 2003.
Depuis le lancement de Havok en 2000, le système a été utilisé dans près de 150 jeux différents dont 70 sur PC. Ce système est principalement utilisé dans les FPS, mais Ensemble Studios l’a intégré dans son jeu de stratégie en temps réel, Age of Empires III. Ce moteur a aussi été utilisé dans certains films comme la trilogie Matrix. Havok peut aussi être utilisé dans 3D Studio Max et dans Maya 3D en utilisant des packs d’extension. Havok annonce dans un communiqué de presse avoir signé un accord avec Nintendo de mettre à la disposition des développeurs sur Wii U les moteurs Havok Physics et Havok Animation.

### Jeux utilisant Havok
Cette liste n’est pas exhaustive. Les jeux basés sur le Source engine utilisent Havok.
- Age of Empires III
- Assassin’s Creed
- Assassin's Creed 2
- Assassin's Creed 3
- Assassin's Creed 3: Liberation
- Assassin's Creed 4: Black Flag
- Assassin's Creed Revelations
- Assassin's Creed Rogue
- Assassin's Creed Unity
- Banjo-Kazooie: Nuts and Bolts[4]
- Battlefield 1943
- Battlefield 3
- Battlefield 4
- Battlefield: Bad Company
- Battlefield Hardline
- BioShock
- BioShock 2
- Blacksite: Area 51
- Black Mesa (mod)
- Call of Duty: Black Ops II
- Call of Duty: Black Ops III
- Call of Duty: Black Ops IIII
- Company of Heroes
- Counter-Strike: Global Offensive
- Crackdown
- Crackdown 2
- Dark Messiah Of Might And Magic
- Dark Project: Deadly Shadows
- Darksiders II
- Darkwatch
- Dark Souls
- Dead Rising
- Dead Rising 2
- Dead Rising 3
- Demon's Souls
- Destiny
- Destroy All Humans!
- Destroy All Humans! 2
- Deus Ex: Invisible War
- Disaster: Day of crisis
- DriveClub
- Dragon Ball Xenoverse
- Fallout 3
- Fallout 4
- Fallout: New Vegas
- Far Cry 2
- Far Cry 3
- Far Cry 3 Blood Dragon
- Far Cry 4
- F.E.A.R.
- F.E.A.R. 2
- For Honor
- Forza Horizon
- Forza Horizon 2
- Forza Horizon 3
- Forza Horizon 4
- Freelancer
- Full Spectrum Warrior
- Garry's Mod
- Gangstar Vegas
- Gravity Rush
- Heroes of the Storm
- Half-Life 2
- Half-Life 2: Episode One
- Half-Life 2: Episode Two
- Heavy Rain
- Heavenly Sword
- Halo 2
- Halo 3
- Halo 3: ODST
- Halo 4
- Halo 5: Guardians
- Hard Reset
- Hellgate: London
- HmmSim
- History Channel: Battle for the Pacific
- inFamous: Second Son
- Iron Man
- Just Cause 2
- Just Cause 3
- Kane and Lynch: Dead Men
- Killzone 2
- Killzone 3
- Killzone Mercenary
- L.A. Noire
- Le Seigneur des anneaux online
- Lost Planet
- MadWorld
- Max Payne 2: The Fall of Max Payne
- Medal of Honor: Pacific Assault
- Mercenaries 2
- Modern Combat 4: Zero Hour
- Modern Combat 5: Blackout
- Modern Combat Versus
- Mortal Kombat X
- Motorstorm
- Motorstorm: Pacific Rift
- Orcs Must Die! 2
- Ninja Blade
- Ni no Kuni : La Vengeance de la sorcière céleste
- Pain
- Painkiller
- Perfect Dark Zero
- Portal
- Portal 2
- Pro Evolution Soccer 2014
- Red Faction: Guerrilla
- Renegade Ops
- Resident Evil 5
- Saints Row
- Saints Row 2
- Saints Row: The Third
- Saints Row IV
- Second Life
- Seiken Densetsu 4
- Sleeping Dogs
- SnowRunner
- SMITE
- Soldier of Fortune: Payback
- Sonic Generations
- Sonic Colours
- Sonic the Hedgehog (2006)
- Sonic Forces
- Spintires
- StarCraft II
- Star Wars : Le Pouvoir de la force
- Stranglehold
- Super Mario Galaxy[5]
- Super Smash Bros. Brawl
- The Crew
- Test Drive Unlimited 2
- The Outfit
- TNA iMPACT!
- Tom Clancy’s Rainbow Six: Critical Hour
- Tom Clancy’s Rainbow Six: Vegas
- Tom Clancy’s Rainbow Six: Vegas 2
- Tom Clancy's Rainbow Six: Siege
- Too Human
- The Elder Scrolls IV: Oblivion
- The Elder Scrolls V: Skyrim
- The Elder Scrolls Online
- The Last of Us
- The Legend of Zelda: Breath of the Wild
- The Matrix: Path of Neo
- Tribes: Vengeance
- Uncharted 2: Among Thieves
- Uncharted 3: Drake's Deception
- Uru: Ages Beyond Myst
- Until Dawn
- Watch Dogs
- Wheelman
- World of Tanks